# شادي سوقية
شادي سوقية هو شاب فلسطيني اعتُقل على يدِ قوات الدفاع الإسرائيلية خلال احتجاجات من تنظيم حركة التضامن الدولية في مدينة جنين يوم 27 مارس/آذار 2003. ادّعت إسرائيل حينها أن شادي كان أحد كبار أعضاء حركة الجهاد الإسلامي الأعضاء.

## الجدل
نشرت حركة التضامن العالمية بيانات حول اعتقال شادي حيث أكّدت على أن الحكومة الإسرائيلية داهمت مكتب الحركة بعدما طوّقَ جنود الجيش الإسرائيلي شوارع مدينة جنين الفلسطينية خلال عملية فرض حظر التجول.
وفقًا لحركة التضامن دائمًا فإن الاحتلال طوق المباني فاضطر نشطاء الحركة إلى البحث عن أبواب احتياطية -هي نفسها التي تستخدم من قبل الصليب الأحمر ومنظمة أطباء بلا حدود. حينها نشرَ الجيش الإسرائيلي بيانًا ذكرَ فيه أنه قد عثر على سلاحين واحد من طراز أيه كيه-47 والثاني عبارة عن بندقية اقتحام جنبًا إلى جنب مع مسدس تم العثور عليها في أماكن العمل. تراجع بعد وقت عن هذا الادعاء ثم علّل ذلك بأنه عثر على هذه الأسلحة خلال عملية فرض حظر التجوال وليس خلال تفتيش مكاتب حركة التضامن.
تم بحلول أيار/مايو 2003 اعتقال آدم شابيرو عضو حركة التضامن كذلك. أكّد آدم أن أي مسؤول عسكري إسرائيلي أو مصدر حكومي أشار لشادي بعبارة «إرهابي» أو «ينتمي لحركة إرهابية» بل أضافَ أن شادي قد احتُجز ولا زال في الاعتقال الإداري بإسرائيل من دون أي تهمة. اعترفَ أعضاء حركة التضامن بأنهم عملوا على الاحتجاجات غير العنيفة مع أعضاء من حركة حماس والجهاد الإسلامي الفلسطيني.